# Топлица
Топлица је област у јужној Србији која обухвата долину истоимене реке. Њену западну границу формира планински масив Копаоника који је одваја од Доњег Ибра, Горњег Лаба и Малог Косова. Северну границу области чине Велики и Мали Јастребац, иза којих се пружају области Жупе, Расине и Алексиначког Поморавља. На истоку Топлице се налази долина Јужне Мораве код Ниша, док њене јужне границе чине планине Видојевица и Пасјача.
Цела област, као и река која кроз њу протиче, добили су назив по великом броју извора топле минералне воде тзв. топлица или бања (Пролом, Луковска, Куршумлијска), које су познате још од римског доба.

## Географија
Област обухвата Топлички управни округ, као и општине Мерошина и Дољевац (Нишавски управни округ), а највећи град области, који је уједно и седиште Топличког управног округа, је Прокупље, са 27.673 становника (попис из 2002). Поред њега, већа места су још и Куршумлија (13.639), Блаце (5.465) и Житорађа (3.543), који су уједно и општинска седишта.

## Културно-историјска баштина и археолошка налазишта
У овој области се налази један од најстаријих металуршких центара у Европи, локалитет Винчанске културе Плочник, код истоименог села. У Куршумлији се налазе прве задужбине Стефана Немање (Свети Никола и Пресвета Богородица). У Прокупљу се налази Црква Светог Прокопија из IX/X века која представља другу најстарију цркву у Србији. Код Плочника су 1386. године српске снаге потукле Османлије, а у близини Пролом Бање се налази Ђавоља варош.
Осим тога, на овом подручју се налазе и многобројна археолошка налазишта која су изграђена од стране Римљана када је ово подручје било под њиховом контролом. Нека од њих јесу кастел Хамеум код Прокупља и кастел Ад Финес код Куршумлије, који се заједно спомињу са утврђеним градовима Наисусом (данашњи Ниш) и Ремизианом.

## Историја
Најстарија неолитска станишта из старијег каменог доба (старчевачка култура - средњи неолит) приближно 7. или 6. миленијума пре нове ере налазе се у селу Вича (откривено 1909. године), у Доњој Трнави и Доњој Бресници. У Плочнику је 1927. године откривено значајно насеље које је на основу остатака архитектуре и покретног археолошког материјала хронолошки опредељено у касни неолит и енеолит (млађе камено и рано бакарно доба) из периода 4-3. миленијума пре нове ере. Локалитет се и данас истражује.

### Стари век
Мирни развој људских заједница током неолита који је трајао више хиљада година, у Јужном Поморављу прекинут је продором носиоца Бубањско-хумске културе, динамичних степских сточара из области Понта и јужне Русије, који се појавио и стабилизовао у области бугарског и румунског Подунавља. Под притиском, староседелачко становништво се померало или сажимало са новопридошлим елементима и у том мешању настају и прве заједнице Индоевропљана на Балкану који се касније, од 13. века пре нове ере диференцирају као Илири, Трачани, Трибали и Дарданци који насељавају и ове пределе.
Писани извори и археолошки на подручју Топлице потврђују постојање старијих културних слојева и то Дарданце и Келте, али и чињеницу да је ова област, као и околне области, била прекривена налазиштима римских војних и цивилних грађевина попут споменутих кастела Хамеум и Ад Финес.
Из периода дарданске доминације у Топлици, у селу Доња Топоница откривена је и истражена некропола спаљених покојника, сахрањених у урнама са прилозима у оружју и накиту. Крајем 4. века пре нове ере, већина дарданских насеља била је разорена што се доводи у везу са победом Филипа и Александра Македонског над Дарданцима 345. п. н. е. Касније су их покорили Римљани, у тзв. Дарданском рату од 75-73. године. У 1. веку пре нове ере Римљани су освајали Балканско полуострво. У другој половини 1. века нове ере, римска власт се успешно консолидовала на читавој територији данашње Србије (провинција Горња Мезија) и ту су биле стациониране две римске легије: IV Флавија и VII Клаудија.
Од 1. до 4. века домородачко становништво Топлице је било изложено процесу романизације (прихватање римске културе, језика и религије). У освојеним областима Римљани су градили путеве и војна утврђења, што ће бити зачетак урбанизације у освојеним провинцијама. Изградили су познати војнички пут виа милитарис чија је деоница од Ниша према Љешу пролазила Топлицом.
На тлу Прокупља, римски град Хамеум документован је у траговима материјалних остатака римске културе јер је град познат као важна раскрсница на путу Наисус–Лисус (Ниш–Љеш у Албанији). Римски трагови нађени су, такође, на брду Хисару и код Латинске цркве.

### Средњи век
Словени у 5. и 6. веку прелазе Дунав и насељавају територију Византијског царства. Они су дали име реци на основу топлих извора који се у њу уливају. На овом подручју, затекли су малобројне романизоване староседеоце (Романе) које су називали Власима. Током 9, 10 и 11. века Топлица је насељена српским живљем, али под влашћу Византије. Прокупље се, можда, тада звало Топлица. Много касније, путописци који су прошли кроз град називају га Доплитз-град на Топлици или Топлитз, што је у исто време назив града, реке и области.
У 12. веку Топлица је у саставу Немањине државе. Прва Немањина престоница и двор налазили су се у близини Куршумлије. У овом периоду, изграђени су манастир Св. Николе, као и манастир Св. Богородице који представљају прве задужбине Стефана Немање. После битке на Морави 1190. године и победе византијског цара Исака Анђела, поражени Стефан Немања, после пустошења Топлице, двор премешта у Рас, а Топлица као погранична област према Византији губи свој ранији значај. Не зна се поуздано како се град називао у доба владавине великог српског жупана Стефана Немање.
Углед манастира Св. Николе је био доста велики. О томе сведочи и чињеница да је његов игуман учествовао у избору и увођењу у звање архимандрита студеничког. Манастир ће свој углед сачувати до оснивања самосталне српске цркве 1219. године. У време првог српског архиепископа Саве и организовања аутокефалне Српске архиепископије 1219. године, створена је и Топличка епархија. Њено седиште је било управо у манастиру Св. Николе.
У средњовековним српским државама, статус земље су имале области чије су територије одговарале духовном подручју једне епископије. Такав је био случај и са земљом Топлицом и Топличком епископијом, чије се духовно подручје пружало над Топлицом, Рекама (Пуста Река) и над Дубочицом, а вероватно и над жупом Врања.
Топлица се у XIV веку помиње 1330. године, за време битке на Велбужду. Тада је краљ Стефан Дечански код Добрич поља, сачекао са главнином војске бугарског цара Михајла III Шишмана на Добрич-пољу на ушћу Топлице у Мораву, где је бугарска војска претрпела катастрофалан пораз, а сам цар Михајло погинуо. У периоду владавине српског цара Стефана Душана у Топлици се помињу деспот Иваниш, Вратко Чихорић и протокнез Балдовин Хтјесалић. Деспот Иваниш био је истакнута личност на двору цара Душана и имао је поседе у Топлици. Цар Душан га назива “родитељем царства ми”. После распада Српског царства, Топлица и Дубочица су се нашле у саставу области кнеза Лазара Хребељановића. Центар његове области чиниле су три жупе - Расина, Топлица и Ибар, а поред њих још и Реке и Дубочица, као и подручје око Новог Брда у којем је Лазар и рођен. Топлицом је највероватније загосподарио уз помоћ српског великаша Алтомана Војиновића. Породични поседи ове истакнуте властеоске породице налазили су се у Топлици. Поседе у Топлици у време кнеза Лазара имао је и војвода Новак Белоцрквић. Новак Белоцрквић био је међу властелом која се побунила против кнеза Лазара, али је њихова побуна угушена. Након тога, Дубочицом је вероватно владао неки племић који је признао Лазареву власт након смрти цара Уроша.
Кнез Лазар Хребељановић је 1386. нанео тежак пораз Турцима код Плочника.
Ниједан догађај у српској историји није оставио тако дубок траг и трајан утисак као Косовска битка из 1389. године. Историјска наука ни до данас није расветлила појединости у вези са овом битком. Оно што је сигурно то је да је кнез Лазар припремајући се за нову битку позвао и сву властелу из Топлице. Народна традиција ће улогу топличке властеле у Косовском боју подићи до неслућених висина. У народном предању срећемо Југ Богдана и његових девет синова као господаре Прокупља, Милана Топлицу као господара Средње Топлице, а Ивана Косанчића као господара Горње Топлице и Косанице. И данас постоје куле у Топлици. Југ Богданова Кула у Прокупљу, Кула Милана Топлице у Вичи и Кула Косанчић Ивана у селу Иван Кула.
Народна традиција везала је име Југ-Богдана за град Прокупље. Латинска црква позната је и као Југ-Богданова црква, Хисар је град Југ-Богданов, кула поред Топлице зове се Југ-Богданова, а ту је и село Југбогдановац. Властелин Југа могао би бити иста личност са Југ-Богданом који се спомиње међу 24 «добра човека» који су учествовали у изради Закона о рудницима, а за које се у предговору деспота Стефана Лазаревића каже да нису били из Новог Брда. Властелин Југа имао је поседе у суседној области Дубочици (лесковачки крај). Средњовековни град у Прокупљу је крајем 15. века као значајно насеље на путу ка Приморју и Дубровнику имао статус града какав су имали Крушевац, Сталаћ, Бован, Петрус и Лесковац.
После Косовске битке, Топлицом је владала кнегиња Милица, односно њен син Стефан (1389 - 1427) под врховним турским суверенитетом. Из овог периода значајно је и то што ће кнегиња Милица први пут поменути данашњи назив града као град Светог Прокопија 1395. године у повељи упућеној светогорском манастиру Светом Пантелејмону. Отуда и град је добио назив по свецу Св. Прокопију чије су мошти из Ниша 1386. године пренете у цркву испод брда Хисар. 
После смрти деспота Стефана 1427. године на српски престо долази Ђурађ Бранковић (1427—1456). Господар Прокупља у то време је он. Када су 1439. године Турци загосподарили Деспотовином и Топлица ће се наћи под Турцима. Заједничким снагама, војске Ђурђа Бранковића и угарског војсковође Јаноша Хуњадија ослободиле су Прокупље 1444. године. На Сегединском миру Прокупље је поново враћено Србима, али се помиње под турским називом Урћуб (Оркуб).
Турски султан Мехмед Освајач је 1451. године поклонио својој маћехи султанији Мари, ћерки деспота Ђурђа Бранковића, Топлицу и Дубочицу и да је она прошавши кроз Прокупље и Топлицу стигла до манастира Свете Богородице испод Куршумлије, где се замонашила.
После пада већег дела Деспотовине и Прокупље је коначно, након жестоког отпора Срба, пало под Турском влашћу од 1454. године.
Још један манастир у Топлици подигнут је у 14. веку на падинама Великог Јастрепца, као метох манастира Наупаре и посвећен Светом Георгију. Живописан је крајем 15. века, а фреске у цркви које нису у потпуности сачуване рад су провинцијских мајстора-фреско сликара.
Током позног средњег века, а затим и током раног раздобља турске власти, главно место горње Топлице (данашња Куршумлија) носило је назив Бела Црква, по чему су топлички митрополити називани и белоцркванским. У време освајања, топличка Бела Црква је од стране Турака прозвана Куршумија.

### Турска владавина
Према турској административној подели Прокупље ће припасти санџаку Алаџа-Хисар (турски назив за Крушевац) који је у саставу беглербеглука Румелија. Оваква територијална подела постојала је до 1833. године. Прокупље и Куршумлија су кадилуци. Целокупну власт има кадија који суди и субаша који извршава његове одлуке. О насељу и животу о њему у том периоду сазнајемо из ретких записа путописаца и из дубровачких архива.
Према тим изворима Прокупље је у 16. и 17. веку било седиште велике трговачке дубровачке колоније чији су трговци из Топлице извозили вуну, кожу и восак, а довозили производе са запада, пре свега из Венеције. У доба процвата дубровачке колоније средином 17. века у Прокупљу је живело 60 дубровачких трговачких породица попут познатих породица Глеђевића и Мила, које су доминирале трговином, али и породица Бошковића и Сладојевића. У власништву тих породица је било 50 дућана. Период постојања дубровачке колоније је време привредног и културног процвата Прокупља и околине. Трагови постајања колоније сачувани су и до данас то су: Латинска црква у подножју Хисара, дубровачко гробље поред ње, назив дела града у којем су живели дубровачки трговци-Царина и Табак махала српски део у коме су Срби обрађивали кожу.
Крајем 17. века, почиње период расељавања Срба са тог подручја и досељавања Албанаца, које је завршено до почетка 18. века. Прокупље је тада, почетком 18. века, било готово већински насељено Албанцима. Присутност Албанаца на овом подручју је била готово занемарива у средњем веку. Као што је речено, Словени који су се доселили на подручје Мезије, затекли су које су малобројно становништво које су назвали влашким, за разлику од Арбанаса са подручја данашње Албаније. Између осталог, треба истаћи чињеницу да је топонимија овог подручја доминантно словенска, а да се романизми нису очували. То укључује и сам назив "Топлица". Према пописима земаља Бранковића, поготову из пописа 1455. године, види се да је Топлица доминантно насељена Србима, док људи са изворно албанским именима или њиховим верзијама хришћанских имена има занемариво мало. И поред мањих проблема које анализа имена доноси, они ипак не могу битније да утичу на закључак да су Срби доминантно већинско становништво, док Албанаца готово да није ни било на том подручју. Ово се исто види и из пописа ових подручја из XVI века, попут оних из 1516. и 1570. године, где се још увек види да су Срби доминантно становништво, али и да има исламизације Срба у малом обиму.
Албанци се досељавају на подручје Старе Србије првобитно као католици, и то у мањем обиму током XVII века, а онда и као муслимани, тек у периоду краја XVII века. Досељавали су се из подручја данашње Албаније. Ово је највидније у периодима Великих сеоба Срба, када су Срби из страха од освете Османлија што су помагали Аустријанце, напуштали масовно ова подручја. Ратови између Аустрије и Турске, први, 1683-1689. године и други 1737-1739. године довели су до престанка рада дубровачке трговачке колоније у Прокупљу, али и до низа других промена у Прокупљу. Прокупље је у првом Аустро-турском рату било значајно стратегијско место. Аустријски генерал Пиколомини је заузео Прокупље 1689. године, али после пораза на Косову аустријска војска је приморана на повлачење 1690. године. У страху од одмазде Турака, са аустријском војском се повлачи и српски народ. Топличани су прикључили великој сеоби Срба под Арсенијем III Чарнојевићем 1690, а нарочито у другој сеоби 1737. коју је предводио Арсеније IV Шакабента. После те сеобе Топлица је скоро опустела, а Турци су у ове крајеве населили Албанце, а нешто касније и Черкезе (по којима и данас један део Прокупља носи назив Черкеска махала). О насиљу исламизованих Албанаца над Србима, сведоче и турски извори. Током 18. века у периодима масовнијих долазака исламизованих Албанаца, Порти пристижу жалбе из многих подручја Старе Србије, а тиме и Топлице. Жалбе су пристизале из меџлиса Прокупља, Алексинца и других градова на Арнауте дошљаке. Становници Прокупља су 1755. године тражили од Порте повратак дошљака Арнаута, како су били називани, у њихова стара места, док се раја прокупачког села Брестовца 1757. године жалила на нападе Арнаута. Те жалбе нису уродиле плодом, јер зато што су и сами крушевачки санџакбегови у овом периоду такође били Арбанаси који су у циљу остваривања личне власти, окупљали око себе одреде арбанашких војника насељавајући их по околним селима. Због миграција албанских племена крушевачки санџакбег Исмаил-паша смењен је са положаја 1773. пошто није успео да протера арбанашка племена из Прокупачког кадилука. Ово је такође била последица и тога што се током 18. века формирао етнички нуклеус Арбанаса унутар Топлице. Топлица је већ осамдесетих година XVIII века постаје поприлично насељена Албанцима. О томе сведочи и извештај аустријског уходе Фрање Миханића који је прошао Топлицом 1783. године. Према њему, Топлица је простор насељен Арбанасима, а навео је и да су ти Арбанаси "познати по грабежљивости, лоповлуку и пљачки".
У Првом српском устанку, по налогу Карађорђа, а у циљу обезбеђења позадине код Делиграда, Станоје Главаш је са 2500 пешака, 500 коњаника и једним дрвеним окованим топом 8. септембра 1806. године ослободио Прокупље од Турака, а већ сутрадан устаници су ослободили и Куршумлију. На коначно ослобођење од Турака Прокупље ће чекати до 18. децембра 1877. године. У Другом српско-турском рату 1877/78. године јединице Ибарске дивизије под командом Стевана Биничког продрле су у Топлицу и на дан Светог Николе ослободиле Прокупље. Други српско-турски рат донео је коначно ослобођење Топлици после 423. године турске владавине, али ће Топлица за свој коначни статус чекати до Берлинског конгреса (13. јуна до 13. јула 1878. године) по чијим одлукама Србија добија независност, а Топлица је припојена Србији.

### Након независности
Убрзо по ослобођењу Прокупље постаје седиште Топличког округа са срезовима: Прокупачким, Куршумлијским, Ибарским и Вучитрнским, а по враћању Косова Турској 1879. године Топличком округу се припаја Добрички и Јабланички срез. После ослобођења од Турака у Топлици долази до етничких промена. Још у току рата, а и касније, готово целокупно муслиманско становништво (Турци, Албанци и Черкези) иселило се из Топлице. У напуштена насеља се вратило српско становништво. Насељавање Топлице је трајало до почетка 20. века, долазили су Колашинци, Пећанци, Рожајци, Сјеничани, Новопазарци, Косовци, Вучитрнци и Црногорци. Да би спречила стихијност у насељавању, српска влада донела је неколико закона о насељавању. Чак и 1941. је било спорова између државе и насељеника око власништва над земљом.
Синиша Љепојевић у књизи „Косово и Метохија, реалност, економија и заблуде“, на 116. страни доноси податак да после Српско-турског рата 1878. долази до вероватно највећег исељавања Срба са Косова и Метохије. До 1878. године Албанци су били мањина на данашњем простору Косова и Метохије. Тада је дошло и до значајног пораста броја Албанаца на данашњем простору Косова и Метохије. Краљ Милан је после Српско-турских ратова наредио исељавање десетина хиљада Албанаца који су живели у подручјима Топлице, надомак Ниша и Јабланице, све до Лесковца, а досељени на та подручја након 17. века у време Османске управе.
Топлицу су сматрали "једним од најздравијих крајева" земље, међутим катастрофалне поплаве из 1937. и '38. су за собом оставиле баруштине, нарочито у Добричкој котлини, у којима су се множили маларични комарци.

## Познате личности
- Раде Драинац, песник
- Божа Илић, сликар
- Драгутин Добричанин, глумац
- Љиљана Драгутиновић, глумица
- Божидар Боки Милошевић, кларинетиста
- Светлана Цеца Ражнатовић, певачица
- Лео Мартин, певач
- Михајло Костић Пљака, глумац
- Александра Симић, глумица
- Душан Јевтовић, сликар
- Ратко Павловић Ћићко, народни херој
- Никодије Стојановић Татко, народни херој
- Сава Ераковић Страхиња, народни херој
- Драгољуб Радосављевић Топлица, народни херој
- Александар Војиновић, народни херој
- Драган Поповић - Суља, народни херој
- Владислав Јовановић, дипломата
- Војислав Красић, књижевник
- Драган Огњеновић, песник
- Радош Новаковић, редитељ
- Миливоје Марковић, књижевни критичар, новинар, есејиста, романсијер, песник и антологичар
- Петар Бјелица, научни саветник и истакнути стручњак за регионални развој
- Момчило Ђокић, фудбалер
- Александар Пантић, фудбалер
- Жарко Копривица, кошаркаш
- Драган Лабовић, кошаркаш
- Петар Ракићевић, кошаркаш
- Благоје Глозић, књижевник
- Александар Чернов, песник
- Живко Шушница, сликар
- Срђан Сиђа Живковић, уметник
- Ивица Дачић, политичар
- Драгољуб Мићуновић, политичар
- Југослав Добричанин, политичар
- Милош Гвозденовић Гвозден, академски сликар и педагог
- Михаило Барловац, политичар
- Маринко Алексић Миша, официр
- Славољуб Лазетић, привредник, ликовни уметник и спортиста
- Богислав Марковић, књижевник
- Спасоје Шејић, књижевник
- Душан Јанићијевић, глумац
- Новица Савић, драмски писац, приповедач и романсијер
- Станоје Макрагић, песник, приповедач и писац за децу
- Добрица Агатоновић, глумац
- Милоје Милетић, генерал
- Славољуб Вуксановић, народни херој
- Петар Милосављевић, филолог, педагог, филозоф и књижевник
- Драгослав Ћирковић, политичар
- Смиљко Костић, политичар
- Дане Стојиљковић, песник, приповедач и романописац
- Вуле Вуковић, спортски радник
- Иван Ивановић, књижевник и професор
- Тома Славковић, писац за децу и сатиричар
- Милан Ђокић, предузетник, оснивач CЗР "Ролотерм"
- Обрад Лазовић, народни херој
- Душан Мијајловић Адски, књижевник

## Галерија
- Ђавоља варош
- Манастир Светог Николе код Куршумлије из XII века (најстарија задужбина Стефана Немање)
- Народни музеј Топлице у Прокупљу
- Центар Куршумлије
- Извор минералне воде у Пролом Бањи
- Центар Блаца
- Панорама Житорађе